# Hector Hoornaert

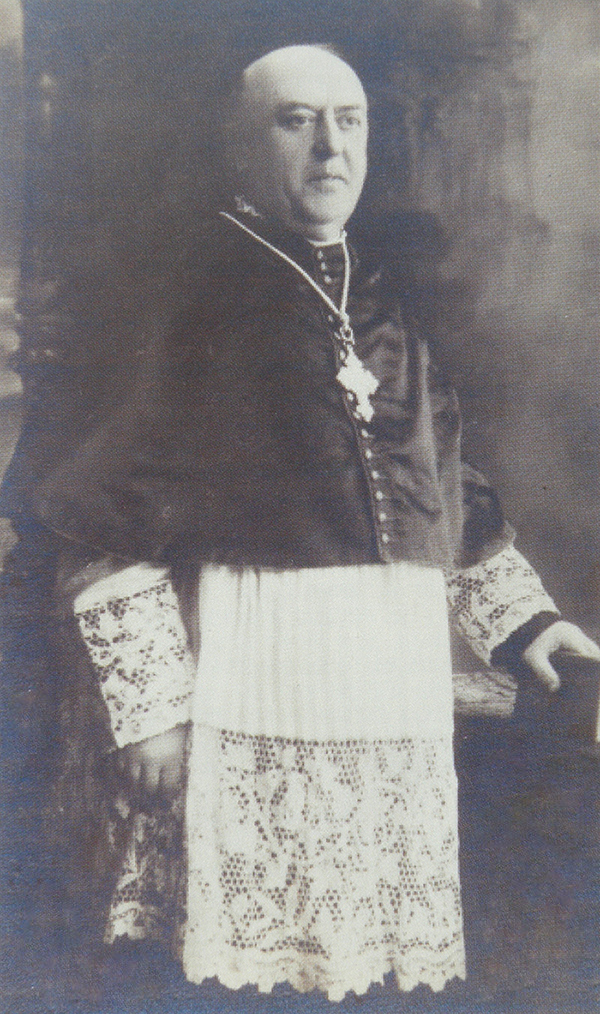
Portret van kanunnik Hector Hoornaert

Hector Hoornaert (Kortrijk, 1 oktober 1851 - Brugge, 3 september 1922) was een Belgisch rooms-katholiek priester, Franstalig dichter, auteur van reisverhalen, vertaler van mystieke werken en rector van het Brugs Begijnhof.

## Levensloop
Hector Hoornaert was een zoon van veearts Vital Hoornaert en van Justine Hottevaere. Zijn broer, Jules Hoornaert, trouwde met Maria Soenens, de dochter van advocaat en volksvertegenwoordiger Gustave Soenens (1829-1899) en de zus van kanunnik en secretaris van het bisdom Brugge Joseph Soenens (1853-1912). De zoon van Jules Hoornaert, Rodolphe Hoornaert (1886-1969), nam als priester in het Begijnhof de opvolging van zijn oom.
Van 1874 tot 1891 werd Hector leraar aan het Brugse Sint-Lodewijkscollege en in 1875 werd hij tot priester gewijd. Tijdens zijn leraarschap schreef hij verschillende toneelstukken die hij, onzer zijn regie, deed opvoeren door zijn leerlingen.
In 1891 werd hij onderpastoor in de Sint-Franciscuskerk in Menen en in 1894 werd hij directeur van de Sint-Andreasstichting voor de Vlamingen in Madrid.
In 1900 werd hij pastoor van het Begijnhof in Brugge en in 1912 werd hij daarbij ook nog hulpsecretaris van het bisdom en kanunnik van de Brugse kathedraal.
Als priester van het bisdom Brugge, werd Hector Hoornaert en der meest actieve medewerkers van bisschop Waffelaert (1847-1931), in diens inspanningen voor de vernieuwing van de theologische spiritualiteit en mystiek onder de katholieke geestelijkheid. 
Zijn voornaamste bijdrage hiertoe was de vertaling in het Frans van de belangrijkste werken van de heilige Johannes van het Kruis. Hij voorzag deze van historische en theologische inleidingen. Na de dood van Hector Hoornaert, werden de laatste delen van de tweede herwerkte uitgave bezorgd door zijn neef, Rodolphe Hoornaert.

## Publicaties
- Joseph reconnu par ses frères, drama, 1878.
- Absolon, drama, 1879.
- Attila, drama, 1880.
- Croquis du Rhin et de la Moselle, 1881.
- Le Pays des sapins. Voyage en Norvège, 1882.
- L'enfant bien gardé, drama, 1885.
- Le Surveillant. Scènes de la vie de Collège, 1888.
- Jersey, le tour de l'île à pied, 1890.
- Ballades russes, 1892.
- Le larcin des mages. Conte mystique, 1892.
- L'Heure de l'Âme, 1898.
- D'après les maîtres espagnols. Etudes et sonnets, 1899.
- S. S. Pie X. Nouvelle étude biographique, 1909.
- Terre promise et Palestine moderne, 1914.
- Ce que c'est qu'un Béguinage, 1921.

Hij vertaalde uit het Spaans van de heilige Johannes van het Kruis:
- La montée du Carmel, 1915 & 1922.
- La nuit obscure et la vive flamme d'amour, 1916 & 1922.
- Le Cantique spirituel. Sentences et avis spirituels, 1918 & 1923.